# 红石崖街道
红石崖街道是中国山东省青岛市黄岛区下辖的一个街道。

## 行政区划
下辖以下地区：
红石崖社区、芙蓉路社区、城子埠社区、河洛埠社区、高李沟社区、大殷社区、小殷社区、郝家社区、东杨家社区、管家大村社区、逄家社区、邵家社区、解家社区、龙泉王家社区、龙泉赵家社区、龙泉戚家社区、龙泉河东社区、龙泉河北社区、龙泉河西社区、后杨社区、于家洼子社区、雷家店子社区、山曹社区、山宋社区、西郭社区、东郭社区、山栾社区、山李社区、山殷社区、柳林子社区、东屯社区、西屯社区、山隋社区、山王东社区、山王西社区、牛齐前社区、南茔社区和大窑社区。